# Principio de la mínima sorpresa
En informática, el principio de la mínima sorpresa se aplica al diseño de interfaces, diseño de 'software' y la ergonomía.
Este principio establece que cuando dos elementos de una interfaz entran en conflicto o son ambiguos, el comportamiento del programa ha de ser el que genere la mínima sorpresa por parte del usuario. En particular, la persona responsable del desarrollo debería pensar en el comportamiento que menos sorprenda a quien use el programa en lugar del más natural para quien conozca su comportamiento interno.
En la práctica, conlleva la elección de acciones por defecto adecuadas. 